# Mohamed Cissé
Mohamed Lamine Cissé (Conakry, 10 febbraio 1982) è un ex calciatore guineano, di ruolo difensore.

## Carriera

### Club
Ha giocato nel campionato guineano, belga e turco.

### Nazionale
Ha esordito in nazionale nel 1999, vestendone la maglia 12 volte sino al 2008.

## Palmarès

### Club

#### Competizioni nazionali
- Campionato guineano: 2

Horoya: 2000, 2001